# سوق الفكاهين
سوق الفكاهين واحد من أقدم أسواق المدينة العتيقة بصفاقس، لم يعد له وجود في الوقت الحاضر، ولم يبقَ منه كأثر غير دكاكينه التي كونت في أوائل القرن العشرين سوق الجزارين.

## الموقع
كان سوق الفكاهين موجودا بين سوق الربع الضيق ونهج اللخمي الذي يمثل الجزء الشمالي لنهج الصياغين، موازيا لسوق الصباغين.

## التاريخ
ذكر هذا السوق في أغلب عقود عقارات آل الحصائري يمثل دليلا قويا يساند نظرية أنه واحدا من أملاك هذه العائلة الخاصة. وأقدم وثيقة من هذا القبيل تعود إلى العام 1125 هجري.

## إختصاصه ووضعه الحالي
حسب بعض المؤرخين، فإن السوق اكتسب اسمه من كلمة «فاكهة» بصفتها البضاعة التي اختص ببيعها. كما أن بجزئه الجنوبي كان هنالك عدد من صاغة الفضة اليهود وبعض محترفي لحم القصدير.
احتل سوق الجزارين مكان سوق الفكاهين فصاروا يذبحون الأغنام به ويبيعون اللحم.